# Wetwang
Wetwang är en ort och civil parish i Storbritannien.   Den ligger i kommunen East Riding of Yorkshire och riksdelen England, i den centrala delen av landet, 280 km norr om huvudstaden London. Wetwang ligger 66 meter över havet och antalet invånare är 761.
Terrängen runt Wetwang är lite kuperad. Runt Wetwang är det ganska tätbefolkat, med 139 invånare per kvadratkilometer. Närmaste större samhälle är Driffield, 8,7 km öster om Wetwang. Trakten runt Wetwang består till största delen av jordbruksmark.